# بوندوران

بوندوران هي بلدة تقع في مقاطعة دونيجال،أيرلندا.